# 1977 في اليونان
فيما يلي قوائم الأحداث التي وقعت خلال عام 1977 في اليونان.

## سياسة

### تعيين في المنصب
- 1 يناير – كارولوس بابولياس عضو البرلمان اليوناني.
- 1 يناير – كونستانتين ميتسوتاكيس عضو البرلمان اليوناني.
- 28 نوفمبر – أندرياس باباندريو Leader of the Official Opposition (Greece) [الإنجليزية]‏.
- 28 نوفمبر – كونستانتينوس ستيفانوبولوس Minister at the Presidency of the Government of Greece ‏.

### انتهاء فترة المنصب
- 28 نوفمبر – كونستانتينوس ستيفانوبولوس Minister of Social Services of Greece ‏.

## مواليد

### يناير
- 1 يناير – أكيس كالينيكيديس لاعب كرة سلة يوناني.
- 30 يناير – سبيروس بانتيلياديس لاعب كرة سلة يوناني.

### فبراير
- 7 فبراير – ديميتريوس بابانيكولاو

### مارس
- 6 مارس – جيورجوس كاراغونيس لاعب كرة قدم يوناني.

### أبريل
- 21 أبريل – ماركوس كولوكاس لاعب كرة سلة يوناني.

### مايو
- 4 مايو – نيستوراس كوماتوس لاعب كرة سلة يوناني.
- 8 مايو – تيودوروس بابالوكاس لاعب كرة سلة يوناني.

### يونيو
- 24 يونيو – ديموس ديكوديس لاعب كرة قدم يوناني.

### نوفمبر
- 2 نوفمبر – كونستانتينوس إيكونوميديس لاعب كرة مضرب يوناني.

### ديسمبر
- 1 ديسمبر – فانجيليس سكلافوس لاعب كرة سلة يوناني.
- 26 ديسمبر – صوفيا بيكاتورو رُبّانة يونانية.

## وفيات

### مارس
- 4 مارس – توما كاراجيو (مواليد 1925) ممثل روماني.